# Atletica leggera ai Giochi della XIX Olimpiade - Getto del peso femminile

Video della Finale (film ufficiale dei Giochi)

Il getto del peso ha fatto parte del programma femminile di atletica leggera ai Giochi della XIX Olimpiade. La competizione si è svolta il 20 ottobre 1968 allo Stadio Olimpico Universitario di Città del Messico.

## L'eccellenza mondiale
| Camp.ssa olimpica 1964 | 18,14      | Tamara Press    | Rit. 1966 |
| Camp.ssa europea 1966  | 17,22      | Nadežda Čižova  | Presente  |
| Primatista mondiale    | 18,87 1968 | Margitta Gummel | Presente  |

## Risultati

### Turno eliminatorio
Solo 14 atlete sono iscritte. Si procede direttamente alla finale.

### Finale
Quando la gara comincia il primato del mondo è 18,87. Quando finisce è 19,61. Autrice del massiccio miglioramento è la tedesca orientale Margitta Gummell. Dopo un primo lancio oltre i 18 metri e una seconda prova inferiore, piazza un lancio a 19,07: è la prima donna al mondo a superare i 19 metri. Nel resto della gara rimangono tutte sotto i 18 metri, mentre la Gummell si migliora ancora fino a realizzare nuovamente il record del mondo al quinto lancio oltre i 19 metri e mezzo.
| Pos.    | Atleta           | Età | Nazione          | Prove | Prove | Prove | Prove                           | Prove                           | Prove                           | Misura | Note            |
| Pos.    | Atleta           | Età | Nazione          | 1°    | 2°    | 3°    | 4°                              | 5°                              | 6°                              | Misura | Note            |
| ------- | ---------------- | --- | ---------------- | ----- | ----- | ----- | ------------------------------- | ------------------------------- | ------------------------------- | ------ | --------------- |
| Oro     | Margitta Gummel  | 27  | Germania Est     | 18,53 | 17,88 | 19,07 | 18,30                           | 19,61                           | 18,59                           | 19,61  | Record mondiale |
| Argento | Marita Lange     | 25  | Germania Est     | 18,78 | n     | 18,17 | 18,47                           | 18,20                           | 18,26                           | 18,78  |                 |
| Bronzo  | Nadežda Čižova   | 23  | Unione Sovietica | 18,19 | n     | 18,03 | 17,62                           | 17,49                           | 17,26                           | 18,19  |                 |
| 4       | Judit Bognár     | 29  | Ungheria         | 17,14 | 17,30 | 17,21 | 17,78                           | 17,75                           | 16,83                           | 17,78  |                 |
| 5       | Renate Garisch   | 29  | Germania Est     | 17,67 | 17,15 | 17,68 | 17,49                           | 17,72                           | 17,69                           | 17,72  |                 |
| 6       | Ivanka Hristova  | 26  | Bulgaria         | 16,65 | 17,25 | 16,85 | n                               | n                               | 17,20                           | 17,25  |                 |
| 7       | Marlene Fuchs    | 26  | Germania Ovest   | 17,11 | 16,56 | n     | n                               | n                               | 16,19                           | 17,11  |                 |
| 8       | Els van Noorduyn | 22  | Paesi Bassi      | 15,89 | 15,71 | 14,97 | 15,54                           | 16,23                           | 16,10                           | 16,23  |                 |
| 9       | Irina Solontsova | 31  | Unione Sovietica | n     | 15,88 | 15,76 | Non qualificate ai lanci finali | Non qualificate ai lanci finali | Non qualificate ai lanci finali | 15,88  |                 |
| 10      | Gertrud Schäfer  | 23  | Germania Ovest   | 14,70 | 15,26 | 15,10 | Non qualificate ai lanci finali | Non qualificate ai lanci finali | Non qualificate ai lanci finali | 15,26  |                 |
| 11      | Maren Seidler    | 17  | Stati Uniti      | 14,38 | 14,86 | n     | Non qualificate ai lanci finali | Non qualificate ai lanci finali | Non qualificate ai lanci finali | 14,86  |                 |
| 12      | Rosa Molina      | 22  | Cile             | 12,85 | 11,89 | 11,94 | Non qualificate ai lanci finali | Non qualificate ai lanci finali | Non qualificate ai lanci finali | 12,85  |                 |
| 13      | Baeg Ok-Ja       | 18  | Corea del Sud    | 12,67 | 12,08 | 11,97 | Non qualificate ai lanci finali | Non qualificate ai lanci finali | Non qualificate ai lanci finali | 12,67  |                 |
| 14      | Rosario Martínez | 20  | El Salvador      | 9,58  | n     | 10,18 | Non qualificate ai lanci finali | Non qualificate ai lanci finali | Non qualificate ai lanci finali | 10,18  |                 |

Alla fine della stagione la Gummell verrà nominata «Atleta dell'anno della Repubblica Democratica Tedesca».